# Supercopa d'Europa de futbol 1972
La Supercopa d'Europa de futbol 1972 va ser una competició de futbol jugada a doble partit entre el guanyador de la Copa d'Europa 1971-72 i el guanyador de la Recopa d'Europa 1971-72. El partit va ser proposat pel periodista Anton Witkamp, del diari neerlandès De Telegraaf, per decidir el millor equip d'Europa.
El 1972 Witkamp va proposar la idea a Van Praag, president de l'AFC Ajax, en aquell moment campions d'Europa. La idea va ser portada a la UEFA per fer-la una competició oficial. Però Artemio Franchi, president de la UEFA en aquell moment, va rebutjar la idea, ja que els campions de la Recopa d'Europa, el Glasgow Rangers, havien estat sancionats amb un any sense jugar competicions europees pel mal comportament de la seva afició.
El competició es va celebrar, però de manera no oficial, com a celebració del I Centenari del Rangers FC. L'anada es va jugar el 16 de gener de 1973 i la tornada el 24 de gener del mateix any. L'Ajax va guanyar amb un resultat acumulat de 6–3, i va guanyar al Glasgow Rangers en els dos partits. Malgrat no ser reconeguda oficialment per la UEFA, es considera que és la primera Supercopa d'Europa de la història.

## Detalls del partit

### Anada
| Glasgow Rangers | 1 – 3 | AFC Ajax                        |
| --------------- | ----- | ------------------------------- |
| MacDonald 41'   |       | Rep 34' · Cruyff 45' · Haan 76' |

| Rangers | Ajax |

| RANGERS:     |    |                  |  |    |
|              |    |                  |  |    |
| GK           | 1  | Peter McCloy     |  |    |
| RB           | 2  | Sandy Jardine    |  |    |
| CB           | 4  | John Greig       |  |    |
| CB           | 5  | Derek Johnstone  |  | 2' |
| CB           | 6  | Dave Smith       |  |    |
| LB           | 3  | Willie Mathieson |  |    |
| RM           | 7  | Alfie Conn       |  | 1' |
| CM           | 10 | Alex MacDonald   |  |    |
| CM           | 8  | Tom Forsyth      |  |    |
| LM           | 11 | Quintin Young    |  |    |
| CF           | 9  | Derek Parlane    |  |    |
| Substituts:  |    |                  |  |    |
| MF           | 12 | Tommy McLean     |  | 1' |
| MF           | 14 | Graham Fyfe      |  | 2' |
| Entrenador:  |    |                  |  |    |
| Jock Wallace |    |                  |  |    |

| AJAX:         |   |                   |
|               |   |                   |
|               |   |                   |
| GK            | 1 | Heinz Stuy        |
| RB            | ' | Wim Suurbier      |
| CM            | ' | Horst Blankenburg |
| CB            | ' | Barry Hulshoff    |
| LB            | ' | Ruud Krol         |
| DM            | ' | Arie Haan         |
| CM            | ' | Gerrie Mühren     |
| CM            | ' | Arnold Mühren     |
| RF            | ' | Johnny Rep        |
| CF            | ' | Johan Cruyff      |
| LF            | ' | Piet Keizer       |
| Entrenador:   |   |                   |
| Ştefan Kovács |   |                   |

### Tornada
| AFC Ajax                                     | 3 – 2 | Rangers FC               |
| -------------------------------------------- | ----- | ------------------------ |
| Heinrich 12' · Mühren 37' (pen) · Cruyff 79' |       | MacDonald 2' · Young 35' |

| AJAX:         |   |                   |
|               |   |                   |
|               |   |                   |
| GK            | 1 | Heinz Stuy        |
| RB            | ' | Wim Suurbier      |
| CM            | ' | Horst Blankenburg |
| CB            | ' | Barry Hulshoff    |
| LB            | ' | Ruud Krol         |
| DM            | ' | Arie Haan         |
| CM            | ' | Gerrie Mühren     |
| CM            | ' | Johan Neeskens    |
| RF            | ' | Sjaak Swart       |
| CF            | ' | Johan Cruyff      |
| LF            | ' | Piet Keizer       |
| Entrenador:   |   |                   |
| Ştefan Kovács |   |                   |

| RANGERS:     |    |                  |
|              |    |                  |
| GK           | 1  | Peter McCloy     |
| RB           | 2  | Sandy Jardine    |
| CB           | 4  | John Greig       |
| CB           | 5  | Derek Johnstone  |
| CB           | 6  | Dave Smith       |
| LB           | 3  | Willie Mathieson |
| RM           | 7  | Tommy McLean     |
| CM           | 10 | Alex MacDonald   |
| CM           | 8  | Tom Forsyth      |
| LM           | 11 | Quintin Young    |
| CF           | 9  | Derek Parlane    |
| Entrenador:  |    |                  |
| Jock Wallace |    |                  |

- Ajax guanya 6-3 en el resultat total

| Supercopa d'Europa 1972            |
| ---------------------------------- |
| Països Baixos                      |
| AFC Ajax Primer títol (No oficial) |